# 本法寺 (福島県中島村)
本法寺（ほんぽうじ）は、福島県西白河郡中島村に所在する日蓮正宗の寺院である。山号は妙慶山（みょうけいざん）。

## 起源と歴史
- 1615年（元和元年） - 建立される。開基は日蓮正宗大石寺第14世法主日主。
- 1779年（安永8年）9月17日 - 焼失する。1790年（寛政2年）4月7日に再建する。
- 1908年（明治41年） - 後の第63世法主日満が住職となる。

## 所在地
- 福島県西白河郡中島村大字滑津字元村42

## 寺院周辺
- 中島村役場
- 中島郵便局
- 中島村立滑津小学校
- 童里夢公園なかじま

## 交通アクセス
- 東北本線泉崎駅より車で20分。
- あぶくま高原道路矢吹中央インターチェンジより車で20分。

## 寺院の特徴
- 桜の名所として知られている。